# پر هولم
پر هولم (نروژی: Per Holm; ۱۰ ژانویهٔ ۱۸۹۹ – ۸ سپتامبر ۱۹۷۴) بازیکن فوتبال اهل نروژ بود.
وی همچنین در تیم ملی فوتبال نروژ بازی کرده‌است.